# Kasteel van de hertogen van Bar
Het Kasteel van de hertogen van Bar (Frans: Château des ducs de Bar) is een kasteel in de Franse gemeente Bar-le-Duc. Het kasteel is een beschermd historisch monument sinds 1981.
Sinds 1970 heeft het 'Musée Barrois' een onderkomen gevonden in het Neuf-Castel (16e eeuw), het enige overblijfsel van het in 1670 op bevel van Lodewijk XIV van Frankrijk ontmantelde kasteel. 
De rijke collectie omvat
- een afdeling plaatselijke geschiedenis: een reeks portretten van hertogen, kunstvoorwerpen, architecturale elementen van plaatselijke gebouwen, een klein kunst- en rariteitenkabinet en een verzameling wapens en harnassen.
- beeldhouwkunst uit Lotharingen uit de 13e tot de 17e eeuw.
- een schilderijenverzameling uit de renaissance tot de 18e eeuw. Meubels, siervoorwerpen en een verzameling aardewerk uit de Argonne vervolledigen deze afdeling.
- een schilderijenverzameling uit de 19e eeuw, voornamelijk Franse werken. Ook de Lorreinse School is vertegenwoordigd. Bronzen beelden vervolledigen het overzicht van de 19e-eeuwse kunst.
- een archeologische afdeling: voorwerpen afkomstig uit Nasium (het huidige Naix-aux-Forges), de hoofdstad van de civitas van de Leuci, en van opgravingen in Bar-le-Duc.
- een etnografische afdeling: de voorwerpen tonen het leven in landen uit Afrika, Amerika, Oceanië en het Verre-Oosten.